# Javier Arqués
José Javier Arques Ferrer (Onil, Alicante, España; 16 de mayo de 1960) es un exatleta olímpico español, especialista en pruebas de velocidad. Fue plusmarquista nacional de los 100 metros lisos. Actualmente es abogado y miembro del Tribunal Español de Arbitraje Deportivo.

## Biografía
Arques fue el principal dominador de la velocidad española durante los años 1980. Batió el récord de España de los 100 metros en múltiples ocasiones, siendo su mejor marca los 10,21 conseguidos en 1986, registro que se mantuvo vigente durante una década. Fue, además, campeón nacional del héctometro durante seis años, de 1984 a 1989. 
En pista cubierta destacan sus ocho campeonatos de España de los 60 metros logrados entre 1982 y 1990, un récord de victorias todavía vigente. En esta prueba logró también cuatro récords nacionales, siendo su mejor registro los 6,60 marcados en 1986. En pista cubierta fue también récordman español de los 50 y 200 metros.
A nivel internacional, participó en tres Juegos Olímpicos: Los Ángeles 1984, Seúl 1988 y Barcelona 1992.
Tras su retirada, se licenció en Derecho, abriendo su propio despacho de abogados. Como jurista, forma parte del Tribunal Español de Arbitraje Deportivo del Comité Olímpico Español.

## Palmarés
- Campeonato de España al aire libre - 100 m (6): 1984, 1985, 1986, 1987, 1988 y 1989.
- Campeonato de España en pista cubierta - 60 m (8): 1982, 1983, 1984, 1985, 1987, 1988, 1989 y 1990.

## Premios, reconocimientos y distinciones
- Mejor Deportista Masculino de 1980 y 1985 en los Premios Deportivos Provinciales de la Diputación de Alicante[3]